# Simon Ax
Simon Ax (* 12. Januar 1983) ist ein ehemaliger schwedischer Snowboarder. Er startete in den Freestyledisziplinen.

## Werdegang
Ax, der für den Malungs SLK startete, debütierte im März 2002 in Tandadalen im Snowboard-Weltcup und belegte dabei den 11. Platz in der Halfpipe. In der Saison 2002/03 kam er im Weltcup viermal unter die ersten Zehn und erreichte zum Saisonende den sechsten Platz im Big-Air-Weltcup. Beim Saisonhöhepunkt den Snowboard-Weltmeisterschaften 2003 am Kreischberg gewann er die Silbermedaille im Big Air. Zudem errang er den 24. Platz in der Halfpipe. Zu Beginn der Saison 2003/04 erreichte er in Stoneham mit dem zweiten Platz im Big Air seine erste Podestplatzierung im Weltcup. Es folgten im weiteren Saisonverlauf in Klagenfurt und in Turin zweite Plätze im Big Air. In München und am Mount Bachelor holte er seine ersten und einzigen Weltcupsiege im Big Air und gewann damit zum Saisonende den Big Air Weltcup. Bei den Snowboard-Weltmeisterschaften 2005 in Whistler kam er auf den zehnten Platz im Big Air. Seinen 20. und letzten Weltcup absolvierte er im Oktober 2005 in Rotterdam und errang dabei den 32. Platz im Big Air. Im Jahr 2010 wurde er schwedischer Meister in der Halfpipe und im Slopestyle.